# Wassertrüdingen
Wassertrüdingen este un oraș din Franconia Mijlocie, landul Bavaria, Germania.